# David P. Anderson
David Pope Anderson (nacido en 1955) es un investigador y científico estadounidense en el Laboratorio de Ciencias Espaciales de la Universidad de California, Berkeley, y profesor adjunto de ciencias de la computación en la Universidad de Houston. Anderson dirige proyectos de software como BOINC o Nebula y ha dirigido otros como SETI@home.

## Educación
Anderson recibió una maestría en artes en Matemáticas por la Universidad Wesleyana. También recibió una maestría en ciencias en Matemáticas y un doctorado en Ciencias de la Computación por la Universidad de Wisconsin-Madison. Su investigación doctoral se basó en el uso de atributos gramaticales mejorados para la especificación e implementación de protocolos de comunicación.

## Trayectoria
Desde 1985 hasta 1992 trabajó como profesor asociado en el departamento de Ciencias de la Computación de Universidad de California, Berkeley, donde recibió los premios IBM Faculty Development y NSF Presidential Young Investigator, que incluía una beca anual de 25.000 dólares durante 5 años, además de un certificado firmado de la Casa Blanca por parte del presidente de los Estados Unidos. Durante este periodo, trabajó en múltiples proyectos de investigación:
- Los proyectos FORMULA (Forth Music Language) y MOOD (Musical Object-Oriented Dialect), donde se desarrollaban sistemas de programación en tiempo real para música de ordenador generada algorítmicamente. Basados en Forth y C++ respectivamente.[3]
- El proyecto AERO, un sistema de programación paralela y distribuida, tolerante a fallos que funcionaba en redes heterogéneas basadas principalmente en UNIX.
- DASH, un sistema operativo distribuido pionero en distintos campos como la seguridad o la comunicación en tiempo real.[4]
- El proyecto ACME, que produjo desde un servidor de I/O para audio y vídeo digital, hasta un toolkit de C++ distribuido diseñado específicamente para dicho servidor, además de colaborar en otros pequeños proyectos relacionados.[5]

Desde 1992 hasta 1995 trabajó en Sonic Solutions como director de arquitectura del software, desarrollando principalmente la herramienta SonicSystem, un sistema distribuido de edición de audio basado en FDDI y Macintosh. A partir de 1995 y hasta 1999, sirvió como CTO (director de tecnología) en Tunes.com, donde trabajó en la arquitectura e implementación de un sistema web para el marketing y descubrimiento de recomendaciones musicales para los usuarios de la plataforma. Posteriormente, entre 2000 y 2002, también fue CTO en United Devices, empresa pionera en el desarrollo de sistemas de computación distribuida a gran escala.

### Berkeley Open Infrastructure for Network Computing
Anderson ha trabajado a lo largo de su carrera en múltiples proyectos e iniciativas de computación voluntaria. Además de su participación en Stardust@home, desde 1997 y hasta 2016 lideró el proyecto SETI@home, basado en la computación y análisis de datos relacionados con la búsqueda de posible vida extraterrestre. En la actualidad, se encuentra trabajando en Nebula, un sistema que pretende realizar el análisis completo de los datos recibidos durante los años de funcionamiento de SETI@home.
En el año 2002, Anderson fue uno de los creadores originales de BOINC, un proyecto de código abierto que desarrolla middleware enfocado en la computación voluntaria, y que a día de hoy se ha establecido como la base para la mayoría de los proyectos que utilizan la potencia de los ordenadores de voluntarios para realizar sus investigaciones. Asimismo, fue uno de los artífices de la transición de SETI@home a la plataforma BOINC. A día de hoy continúa siendo el director del proyecto, además de liderar Science United, una iniciativa surgida en el 2016 para el desarrollo de un framework ideado para la computación voluntaria.